# Nicoleta Alexandru
Nicoleta Alexandru (Bucareste, 5 de novembro de 1968) é uma cantora romena, melhor conhecida por ter representado o seu país no Festival Eurovisão da Canção 2003.

## Biografia
Nascida em  Bucareste, Nicoleta começou uma carreira a solo em 1992 e fez várias aparências na televisão e rádio romena. Em 2003, ela recebeu o Pre´mio de "Muler do Ano" pela revista Avantaje , a sua canção "Lângă Mine" foi escolhida como a "Canção do Ano" pela Bucureşti e Actualitati Radio; ela foi premiada com o Mamaia e Festival da Canção do Amor pela mesma canção.
Em 1 de março de 2003, venceu a final romena para a escolha da canção para o Festival Eurovisão da Canção 2003, com a canção  "Don't Break My Heart" . Na final , em Riga, Letónia, terminou em 10.º lugar. 
Em 2003, lançou o seu quarto álbum Best Of Nicola.  O álbum foi creditado com disco de platina, na Roménia. Naquele ano, ela recebeu o prémio de "Melhor Cantora Feminina" pelos Prémios  TV K Lumea
Em janeiro de 2005, ela lançou o álbum  "De ma vei chema" de onde saíram dois sucessos; "De ma vei chema" and "Honey". Ela lançou um vídeo para o single "De ma vei chema" que foi gravado próximo de Bucareste. Em 2009, lançou o álbum "Thank You

## Discografia

### Álbuns
- Cu Tălpile Goale - (1999)
- Turquoise - (2000)
- Lângă Mine - (2002)
- Best Of Nicola - (2003)
- De Mă Vei Chema - (2005)
- Thank You - (2009)